# تريفور بيرش (لاعب كرة قدم)
تريفور بيرش (بالإنجليزية: Trevor Birch)‏ (16 فبراير 1958 بليفربول في المملكة المتحدة - ) هو لاعب كرة قدم بريطاني في مركز الوسط. لعب مع شروزبري تاون ونادي ليفربول ونادي تشستر سيتي ونادي مارين ‏ وSkelmersdale United F.C. ‏ ونورثويتش فيكتوريا ونادي رانكورن هالتون.